# Джеймстаунская резня

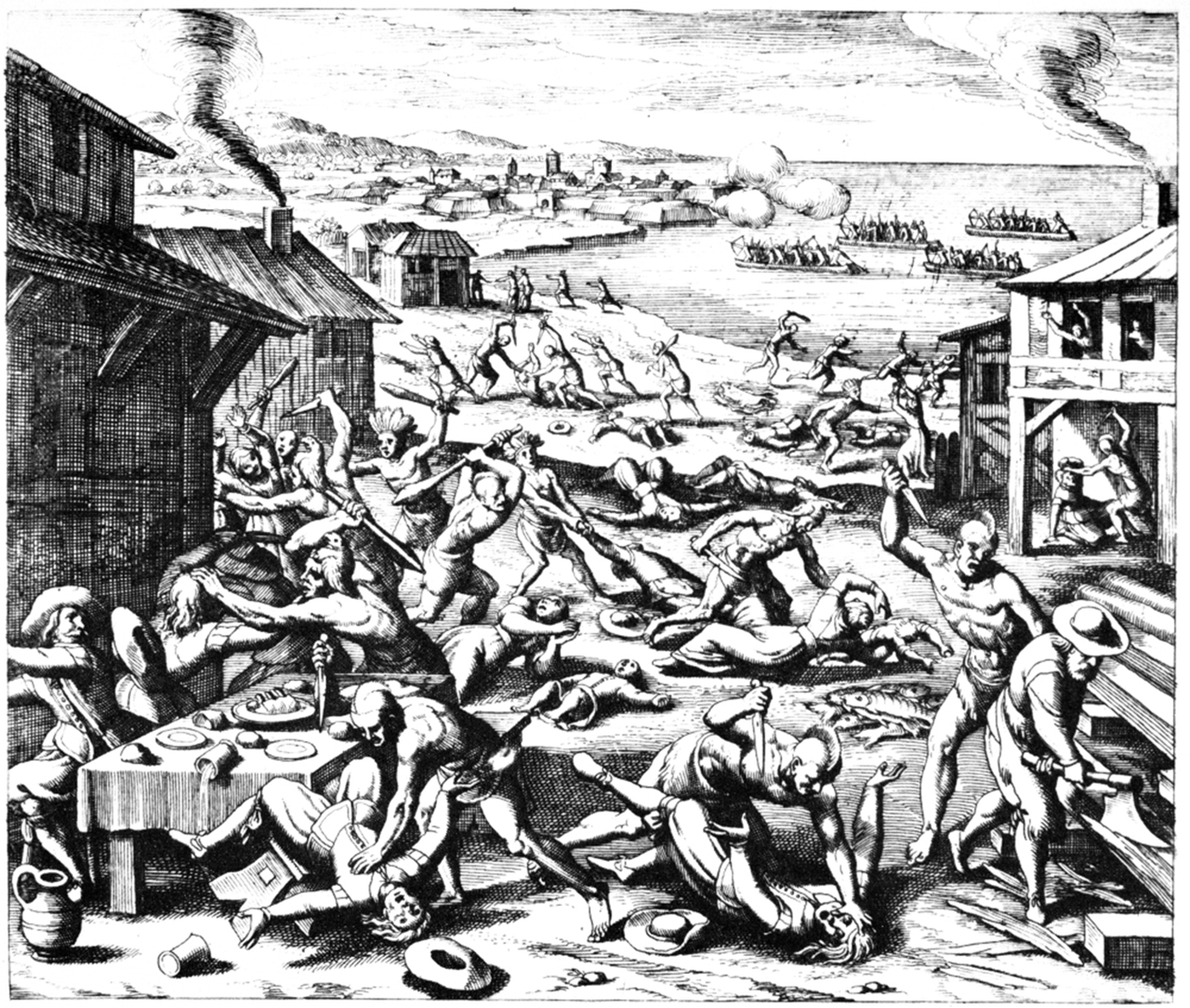
«Индейская резня 1622 года», гравюра по дереву Маттеуса Мерена, 1628 год.

Индейская резня 1622 года — событие, которое произошло в пятницу 22 марта 1622 года в британской колонии Виргиния в Северной Америке, которая сейчас является частью Соединённых Штатов Америки. Капитан Джон Смит в своей «Истории Вирджинии», хотя он не был в колонии с 1609 года и, таким образом, рассказывает о событиях со слов очевидцев, пишет, что индейцы «пришли безоружными к нашим домам с оленями, индейками, рыбой, фруктами и другими товарами, чтобы продать их нам». Вдруг индейцы взяли все предметы, могущие служить орудием нападения, или оружие, имеющееся у них, и начали убивать английских поселенцев, которые были в их поле зрения, в том числе мужчин, женщин и детей всех возрастов. Вождь Опечанканоу провёл серию скоординированных внезапных нападений силами Поухатанской конфедерации, в результате которых погибло 347 человек — четверть тогдашнего английского населения Джеймстауна.
Джеймстаун стал местом успешного создания первого постоянного английского поселения в Северной Америке в 1607 году, а затем стал административным центром колонии Вирджиния. Хотя Джеймстаун был спасён от нападения индейцев благодаря своевременному предупреждению, данному буквально в последнюю минуту, поухатаны также атаковали и уничтожили многие небольшие поселения вдоль реки Джеймс. В дополнение к убийству поселенцев, поухатаны постоянно сжигали дома и посевы. Англичане вынуждены были навсегда оставить многие из небольших поселений после нападений индейцев.

## Предыстория
Поначалу местные индейцы были весьма счастливы торговле с колонистами, продавая им провизию в обмен на металлические инструменты, но к 1608 году колонисты заработали себе плохую репутацию среди коренных американцев. Они отдаляли индейские племена друг от друга, сжигали их дома и уничтожали их запасы пищи. Насилия англичан в отношении туземцев привели к недостатку пищи в колонии, так как число индейцев, готовых торговать с ними, быстро уменьшилось.
Главной задачей Лондонской компании было выживание колонии. В интересах Англии колонисты должны были поддерживать мир с индейцами. Индейцы и англичане поняли, что они могут извлечь пользу из отношений друг с другом за счёт торговли, как только мир будет восстановлен. В обмен на продовольствие вождь попросил колонистов предоставлять ему металлические топоры и медь. Джон Смит, Томас Дейл, Томас Гейтс и другие ранние губернаторы Вирджинии оперировали другими понятиями, потому что все они были военными и рассматривали индейцев как, по существу, только «военную проблему».
Поухатаны вскоре поняли, что англичане поселились в Джеймстауне не для торговли с индейцами. Англичане хотели большего — они хотели контроля над их землёй.
В 1610 году Лондонская компания поручила Томасу Гейтсу, недавно назначенному губернатором колонии, начать христианизацию индейцев и интегрировать их в колонию, в том числе насильно, если они будут сопротивляться. Когда Гейтс прибыл в Джеймстаун в 1610 году, он решил эвакуировать поселения, потому что думал, что план руководства компании был неосуществим. Когда колонисты уже собирались покинуть залив и отправиться в открытое море, они были встречены прибывшим флотом Томаса Уэста, 3-го барона де ла Вера. Приняв командование в качестве нового губернатора, де ла Вер приказал вновь занять форты. Он начал подготавливать завоевание окружающих племён. В июле 1610 года он послал Гейтса против племени вождя Кечогтана. «Гейтс заманил индейцев на открытое пространство звуками музыки своих барабанщиков, а затем убил их».
Это стало началом Первой англо-поухатанской войны. В 1613 году англичане захватили Покахонтас, дочь вождя поухатанов Вакхунусанока, и удерживали её в качестве заложницы, пока он не согласился на их требования. «Англичане потребовали, чтобы Вакхунусанок освободил всех пленных, вернул всё английское оружие, захваченное его воинами, и согласился на прочный мир». Это происходило в то время, когда Покахонтас удерживалась англичанами, где она встретила Джона Рольфа, за которого она впоследствии вышла замуж. Находясь в плену, Покахонтас учила английский язык, нравы и религию. Она была крещена как христианка и приняла имя Ребекка. Рольф писал, что способом сохранить мир между индейцами и англичанами была бы его свадьба с Покахонтас, так как такой брак скрепил бы их союз.
После того как они поженились, мирные отношения между английскими колонистами и конфедерацией поухатанов на определённое время укрепились. В 1618 году, после смерти Вакхунусанока, его брат Опечанканоу стал верховным вождём конфедерации. Опечанканоу не верил в то, что мирные отношения с колонистами можно было бы сохранить. Оправившись от своего поражения как командира воинов-памунки во время Первой англо-поухатанской войны, он планировал уничтожить колонию англичан и изгнать их. К этому времени к нему пришло и известие о смерти Покахонтас в Англии.
Весной 1622 года, после того как один из поселенцев убил его советника Нематтанева, Опечанканоу начал военную кампанию против колонистов, заключавшуюся в серии внезапных нападений на по крайней мере 31 английское поселение и плантации, в основном вдоль реки Джеймс, проходящей по всему Хенрикусу.

## Предупреждение Джеймстауна
Джеймстаун был спасён предупреждением индейского юноши, проживавшего в доме одного из колонистов, Ричарда Пейса. Индеец разбудил Пейса и рассказал ему о планировавшейся атаке. Живя через реку от Джеймстауна, Пейс собрал свою семью и отправился в Джеймстаун, подняв тревогу в округе. Джеймстаун усилил свою оборону.
Имя индейца, который предупредил Пейса, не записано ни в одном из известных сейчас источников. Хотя легенда называет его «Chanco» (Чанко), это может быть неправильной идентификацией. Индейское название «Чауко» (Chauco) упоминается в письме Совета Вирджинии от 4 апреля 1623 года, адресованном Лондонской Вирджинской компании. «Чауко» мог быть тем же человеком, что и Chacrow, индеец, упомянутый в судебном отчёте о 25 октября 1624 года, живший с лейтенантом Шарпом, капитаном Уильямом Пауэллом и капитаном Уильямом Пирсом до 1616 года. Не исключено, что старый индеец Чауко и юноша, который предупредил Ричарда Пейса, были затем объединены в народной молве.

## Разрушение других поселений
Во время однодневного внезапного нападения племена поухатанов напали на многие из небольших населённых пунктов, в том числе Хенрикус и его колледж для маленьких детей как индейцев, так и поселенцев. В Мартинс-Хандред они убили более половины населения Волстенхолм-Тауна, где только два дома и часть церкви остались стоять. В целом, поухатаны убили около четырёхсот колонистов (треть белого населения), захватив 20 женщин в плен. Они жили и работали как поухатанские индейцы до своей смерти или получения за них выкупа. Поселенцы оставили железные шахты Фаллен-Крик, Хенрикус и Хандред-Смит.

## Дата атаки

### Дата по Юлианскому календарю
По юлианскому календарю, который на тот момент ещё действовал в Англии и её колониях, Новый год начинался 25 марта (День леди, или праздник Благовещения). Нападение произошло 22 марта 1621 года — по расчётам колонистов, за три дня до дня начала нового 1622 года. Историки, специалисты по генеалогии, а также те, кто работает с датами этой эпохи, обычно обозначают даты по юлианскому календарю в промежутке между 1 января и 24 марта с суффиксом «OS» (что означает «старый стиль» — «Old Style») при представлении этих дат в своих работах в их первоначальном значении или используют синтаксис смешанного стиля дат, который сочетает в себе оригинальное и скорректированное значения. Например, дату нападения на Джеймстаун можно обозначить как 22 марта 1621 (OS) или 22 марта 1621 / 22. Традиционная практика с указанием даты нападения как 22 марта 1622 года является технически неточной, но менее запутанной для тех, кто не знаком с различиями в системах календаря.

### Заблуждение о «Страстной пятнице»
Последовавшие сообщения об атаке часто отмечают, что она имела место на Страстную пятницу. Это неверно. Никакие известные на сегодняшний день источники, заслуживающие доверия (а не различные легенды, возникшие нередко много после события), не упоминают Страстную пятницу, а, скорее, говорят «на утро пятницы (роковой день) 22 марта». 22 марта 1622 года была пятница. Страстная пятница в том году пришлась на 19 апреля — почти через месяц после нападения. Идея о том, что нападение произошло в Страстную пятницу, похоже, возникла много лет спустя как часть мифотворчества, но отмечается во многих источниках так часто, чтобы стала чуть ли не общепринятой.

## Ситуация после резни
Опечанканоу не уничтожил до конца британские колонии. Вместо этого он отозвал своих воинов, полагая, что англичане будут вести себя как коренные американцы, когда они побеждены: соберутся и уедут или усвоят урок и начнут уважать мощь поухатанов. После событий Опечанканоу сказал патавомекам, которые не входили в Конфедерацию и оставались нейтральными, что он ожидает, что «до конца двух лун не должно остаться ни одного англичанина во всех их странах». Он не понимал английских колонистов и их покровителей за рубежом.
Оставшиеся в живых английские поселенцы были в шоке после нападения. Когда они начали восстанавливать колонии, люди работали по чёткому плану действий. «По единогласному соглашению между Советом и плантаторами было решено собрать людей вместе и отвести в меньшие поселения» для лучшей защиты. Колония намеревалась собрать людей для планирования ответной атаки, но это было трудно, потому что из оставшихся в живых «две трети, как говорили, были женщины и дети и мужчины, которые были не в состоянии работать или идти против индейцев».
В Англии, когда резня произошла, Джон Смит посчитал, что поселенцы не будут покидать свои плантации, чтобы защитить колонию. Он планировал вернуться с кораблями, наполненными солдатами, матросами и боеприпасами, создать «мобильную армию», которая была бы в состоянии бороться с индейцами. Цель Смита состояла в том, чтобы спасти колонию, но сам Смит так и не вернулся в Вирджинию.
Англичане взяли реванш против поухатанов путём «применения силы, внезапных нападений, голода в результате сжигания их кукурузных полей, разрушения их лодок, каноэ и домов, уничтожения их рыбных плотин и нападения на них как на охотничью дичь, преследуя их с лошадьми и используя ищеек, чтобы найти их, и мастифов, чтобы убивать их…».

## Отравление индейцев
Летом и осенью 1622 года уцелевшие колонисты совершили несколько ответных рейдов на индейцев, уничтожая в основном их посевы. Эти рейды были так удачны, что вождь Опечанканоу решил начать переговоры. С помощью дружественных индейских посредников были устроены мирные переговоры между двумя группами. Некоторые из лидеров Джеймстауна во главе с капитаном Уильямом Такером и доктором Джоном Поттсом отравили индейцев, подсыпав яд в алкоголь для торжественных тостов во время переговоров. Яд убил около 200 индейцев, и поселенцы напали и убили ещё 50 сами. Вождь Опечанканоу убежал.

## Упадок конфедерации и поражение индейцев
В 1625 году Вирджиния стала королевской колонией Англии. Это означало, что корона теперь осуществляла непосредственную власть над ней, не допуская руководства со стороны Лондонской Вирджинской компании. Корона могла теперь осуществлять свой патронаж над королевскими фаворитами. Поселенцы продолжали посягать на земли племён поухатанов, и колония (и Англия) теперь, как правило, изменяла или игнорировала соглашения с туземцами, которые были больше не в её интересах. В племенах увеличивалось недовольство поселенцами.
Следующая крупная конфронтация с конфедерацией поухатанов произошла в 1644 году, в результате которой погибли около 500 колонистов. Хотя число погибших в ней похоже на то, которое было в 1622 году, потери поколение спустя составляли менее десяти процентов населения колонии и оказали гораздо меньше влияния на её дальнейшее развитие. В 1646 году престарелый Опечанканоу, которого к тому времени уже носили на носилках, был захвачен колонистами в плен. Заключённый в тюрьму в Джеймстауне, он был убит одним из его охранников.
Его смерть положила начало всё более стремительному падению некогда мощной конфедерации поухатанов. Члены её племён в конце концов покинули этот район полностью, постепенно поселясь среди колонистов или осев в одной из нескольких созданных резерваций в штате Вирджиния. Большинство из них также подверглись вторжению и захвату их земель со стороны постоянно растущего европейского населения.
В наше время семь племён, входивших в конфедерацию поухатанов, признаны правительством Вирджинии. Памунки и маттапони до сих пор владеют своими резервациями, основанными в XVII веке, каждая из которых расположена между реками с теми же названиями в границах современного округа короля Вильгельма.